# 821
| 821                |
| ------------------ |
| Dødsfald - Fødsler |
|                    |

| Gregoriansk kalender | 821 DCCCXXI             |
| Ab urbe condita      | 1574                    |
| Armensk kalender     | 270 ԹՎ ՄՀ               |
| Kinesiske kalender   | 3517 – 3518 庚子 – 辛丑 |
| Etiopisk kalender    | 813 – 814               |
| Jødisk kalender      | 4581 – 4582             |
| Hindukalendere       |                         |
| - Vikram Samvat      | 876 – 877               |
| - Shaka Samvat       | 743 – 744               |
| - Kali Yuga          | 3922 – 3923             |
| Iransk kalender      | 199 – 200               |
| Islamisk kalender    | 205 – 206               |

Se også 821 (tal)